# 亞塔芬
36°33′08″N 4°15′22″E / 36.5522°N 4.2561°E

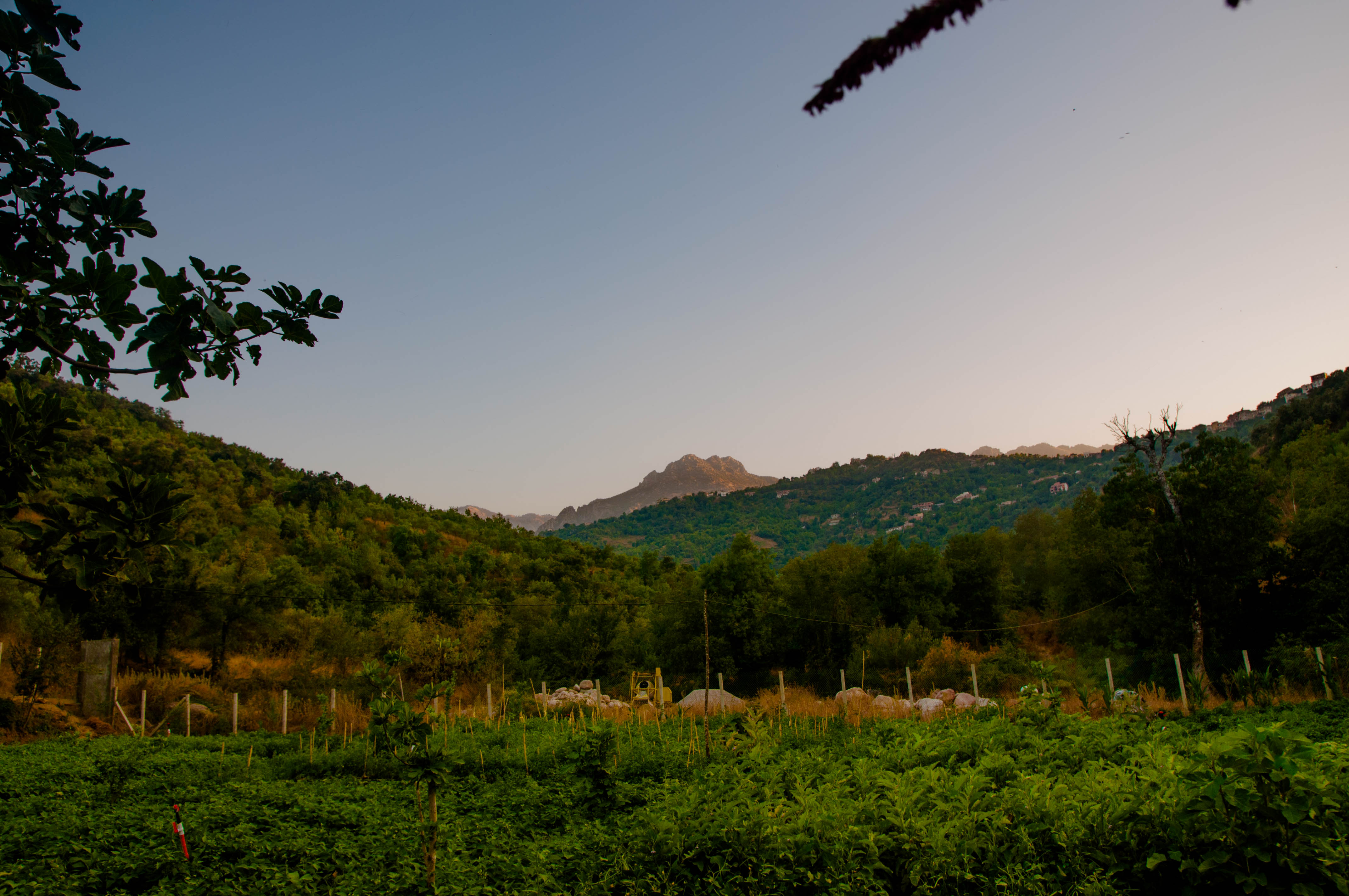
亞塔芬

亞塔芬（阿拉伯语：‎），是阿爾及利亞的城鎮，位於該國北部提濟烏祖省，由阿扎茲加區負責管轄，面積16平方公里，2008年人口4,016人，人口密度每平方公里251人。